# Kościół św. Bartłomieja Apostoła w Objezierzu
Kościół świętego Bartłomieja Apostoła w Objezierzu – rzymskokatolicki kościół parafialny należący do parafii pod tym samym wezwaniem (dekanat obornicki archidiecezji poznańskiej).
Świątynia została wzniesiona jako niewielka budowla romańska zapewne w 1. połowie XIII wieku. Około 1550 roku została rozbudowana w stylu gotyckim, w 1775 roku została gruntownie odrestaurowana, natomiast w 1914 roku zostało zbudowane nowe prezbiterium.

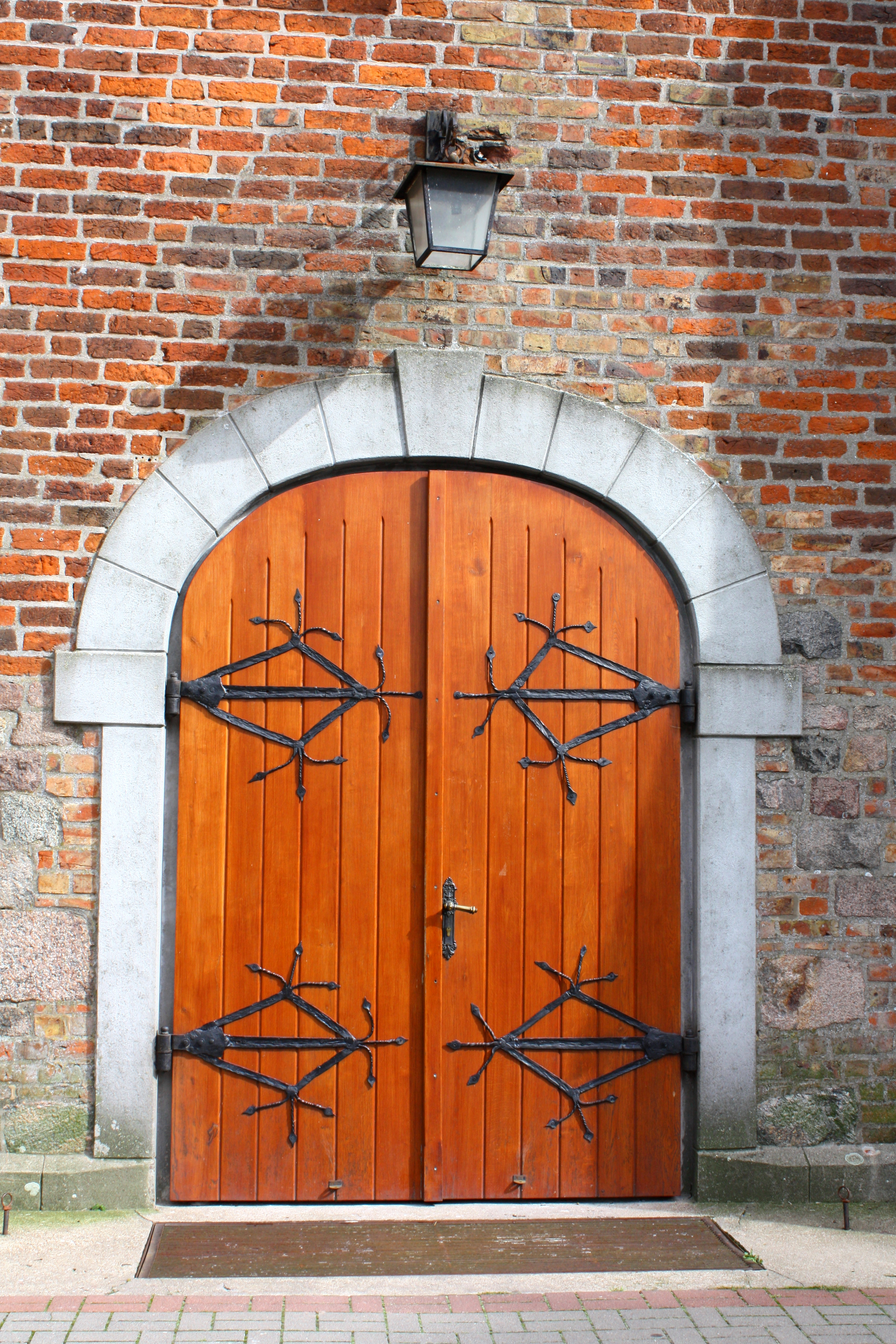
Wejście do świątyni

Najstarsza część kościoła – wieża i zachodnia część nawy – wymurowane zostały częściowo z ciosów granitowych. Przy nawie od strony północnej jest umieszczona dawna piętrowa zakrystia, przebudowana w 1914 roku na dwie kaplice, św. Antoniego (w dolnej kondygnacji) i św. Anny (w górnej kondygnacji), natomiast od południowej – obszerna kaplica Serca Jezusowego wybudowana w 1860 roku. Przy prezbiterium od strony północnej znajduje się zakrystia, natomiast od strony południowej kaplica grobowa Turnów. Rozbudowana bryła świątyni zawiera elementy architektury romańskiej, późnogotyckiej, barokowej i eklektycznej z XX wieku. Wnętrze nawy i prezbiterium jest nakryte stropem z fasetą.
Jednolite wyposażenie wnętrza w stylu rokokowym powstało w 4. ćwierci XVIII wieku. W ołtarzu kaplicy św. Anny jest umieszczona późnogotycka rzeźba św. Anny nauczającej Marię, wykonana na początku XVI wieku. W nawie znajdują się dwie późnorenesansowe płyty nagrobne z leżącymi postaciami zmarłych, Andrzeja Objezierskiego, zmarłego w 1594 roku, i jego małżonki Anny z Jaruchowskich, zmarłej w 1582 roku.